# 라이언스 헤드

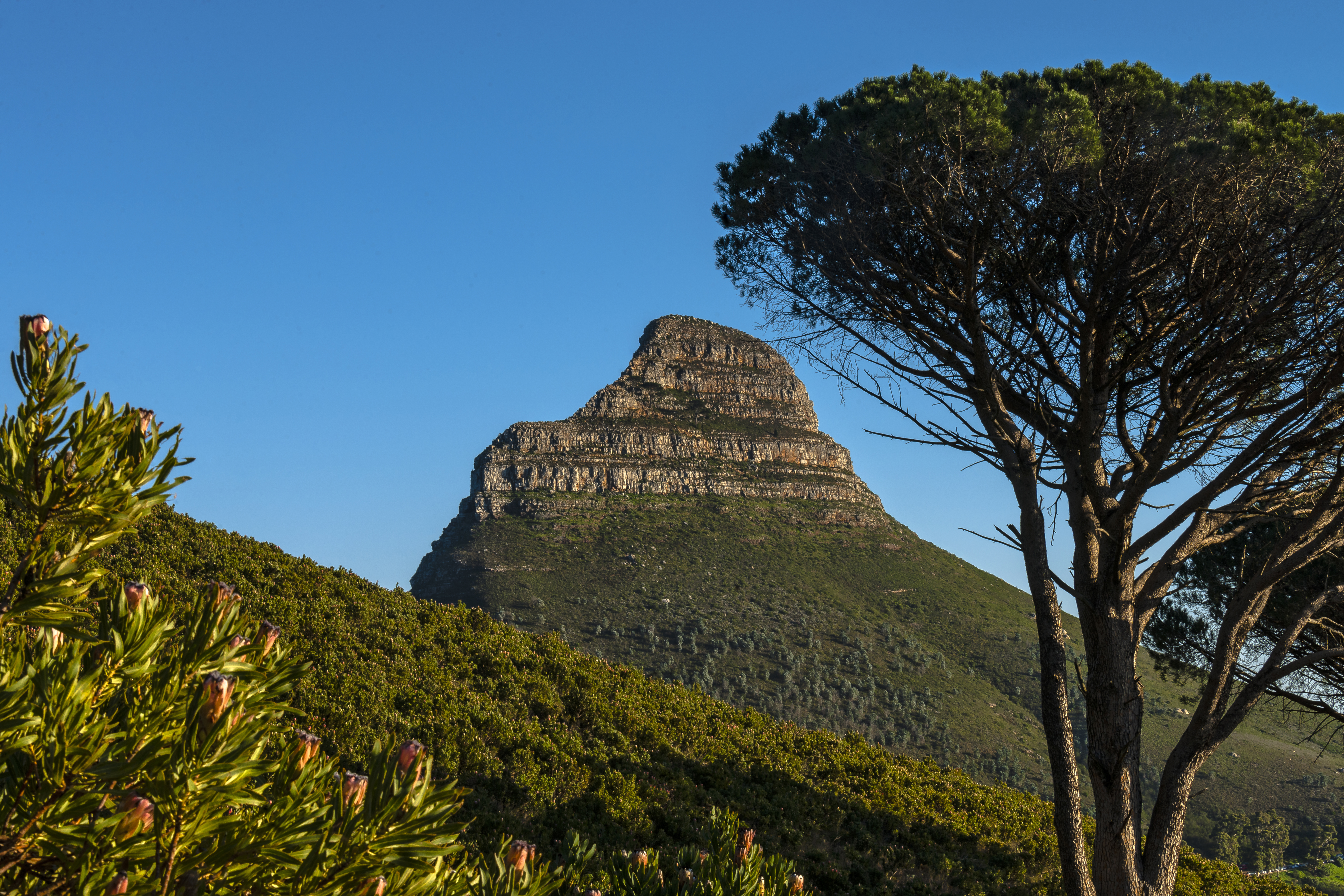
테이블산 사면에서 바라본 라이언스 헤드

라이언스 헤드(Lion's Head)는 남아공 케이프타운에 있는 산으로 테이블산과 시그널 힐 사이에 있다. 해발고도 669m인 라이언스 헤드는 봉우리가 사자 머리처럼 생겼다고 하여 붙여진 이름이며 테이블산 국립공원의 일부다.

## 사진

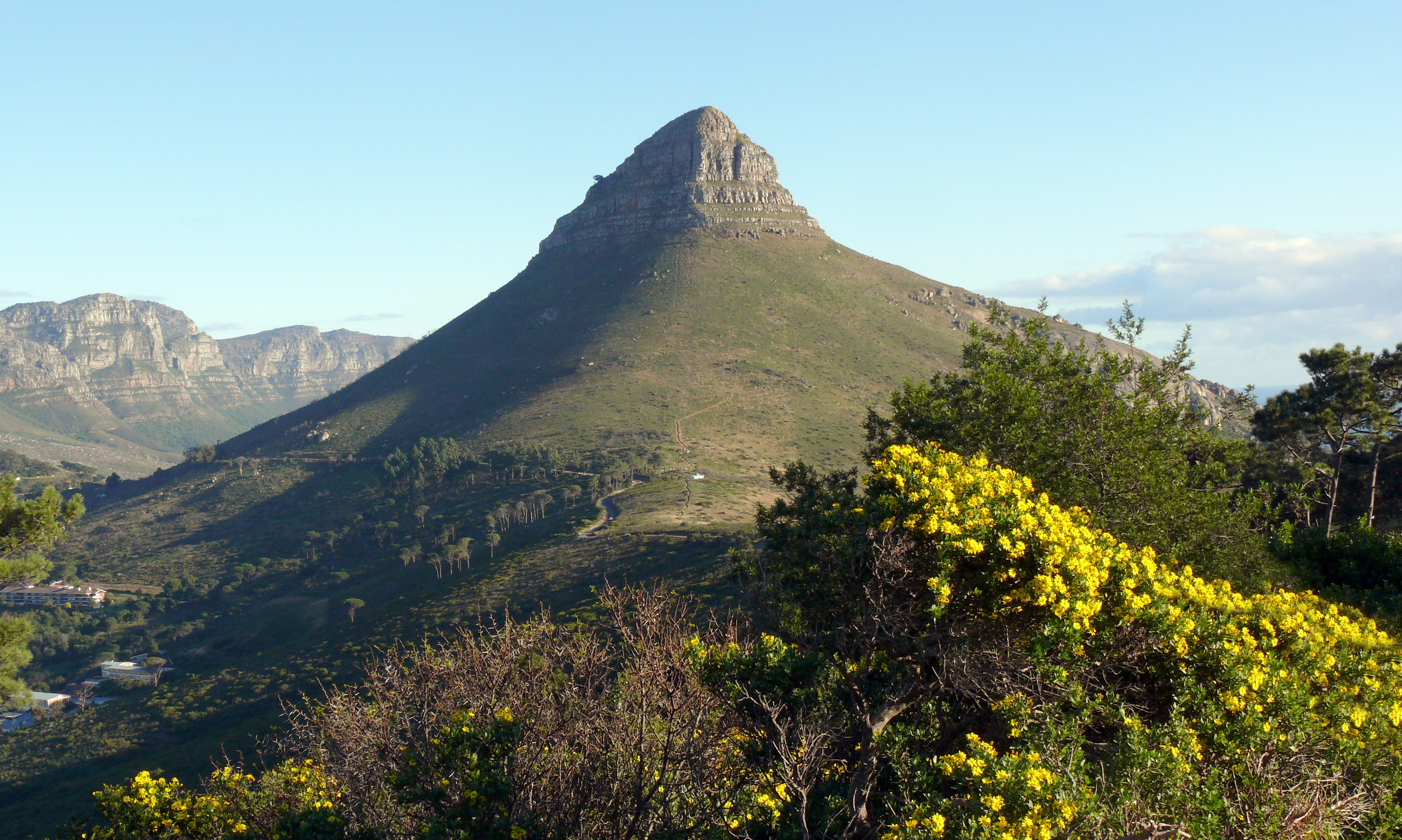
시그널 힐에서 바라본 라이언스 헤드
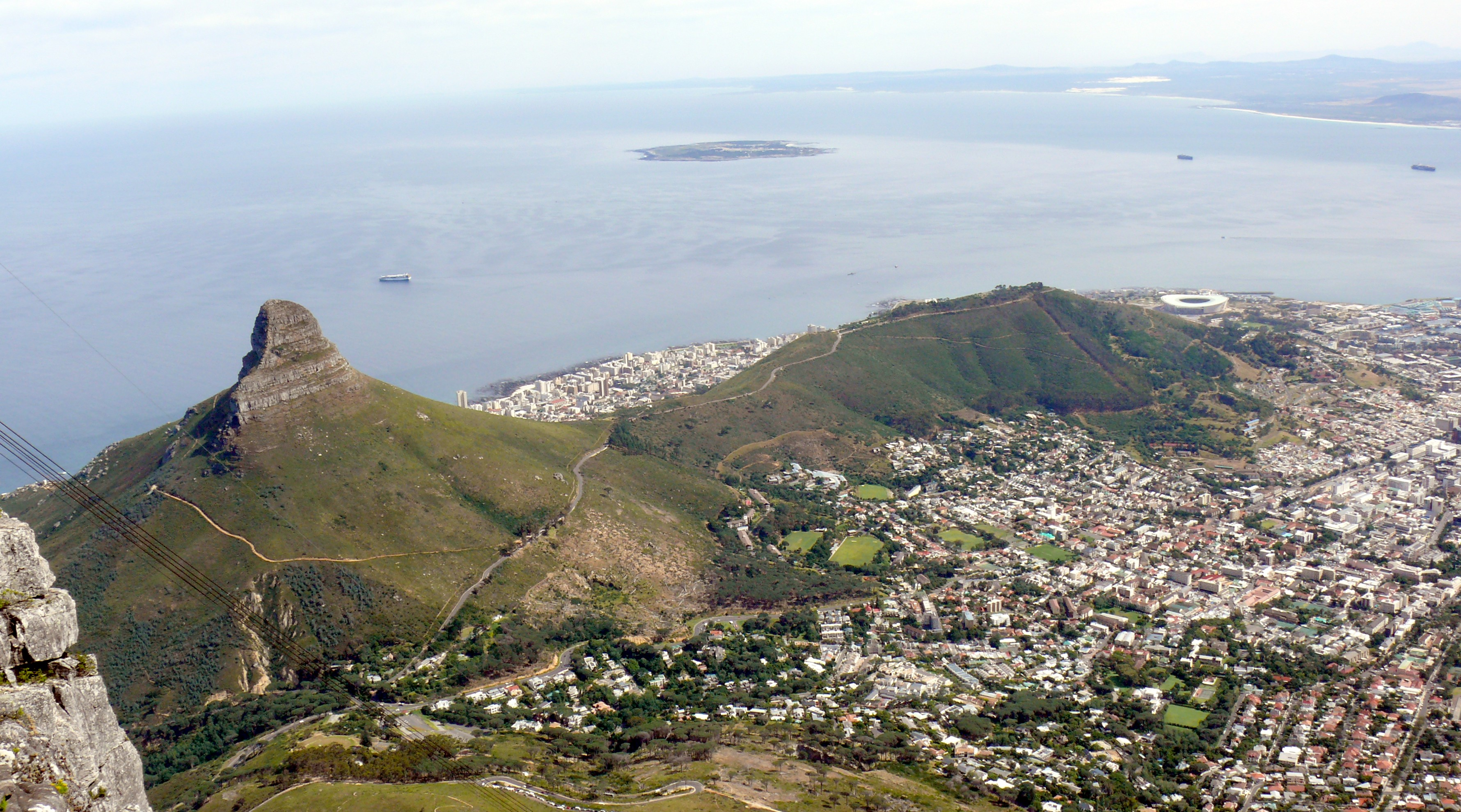
테이블산 정상에서 본 라이언스 헤드, 시그널 힐, 테이블만의 로벤섬
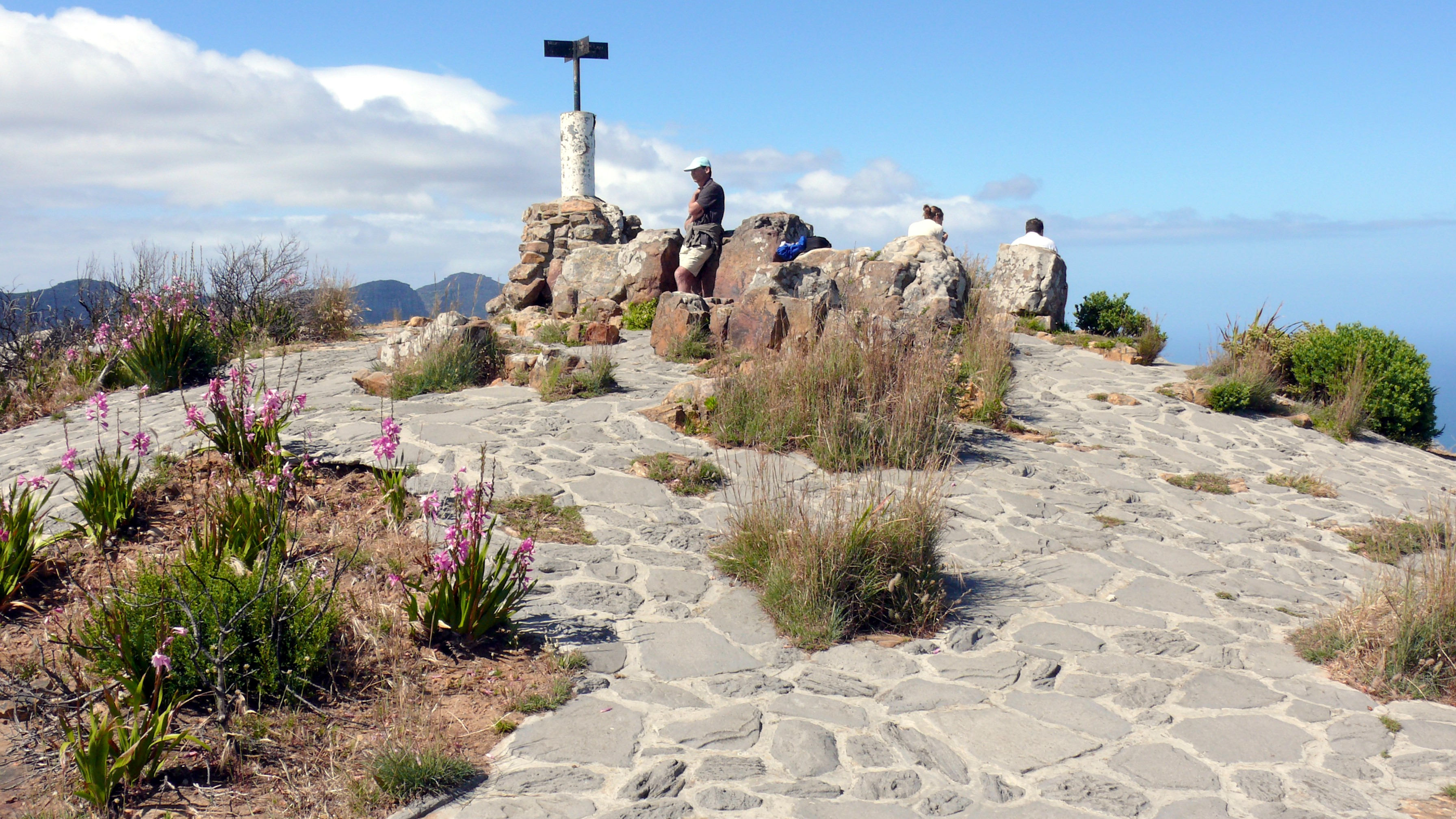
라이언스 헤드의 정상